# Valeria Zangger

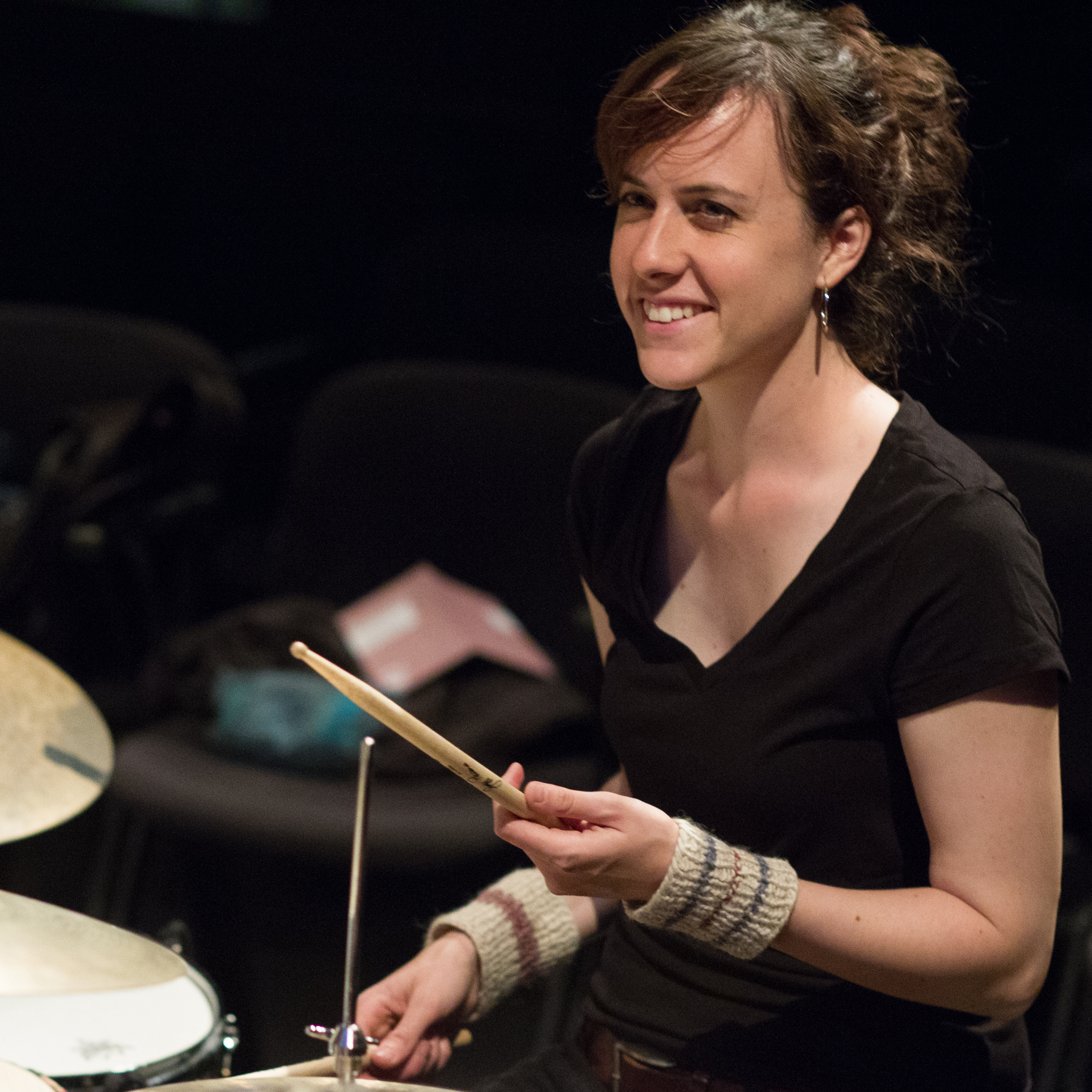
Valeria Albina Zangger bei einem Auftritt im BeJazz Club Bern 2012

Valeria Albina Zangger (* 26. Februar 1985 in Samedan, Kanton Graubünden) ist eine Schweizer Jazzmusikerin (Schlagzeug, Elektronik, Perkussion), die sich auch mit Spielformen experimenteller Popmusik beschäftigt.

## Leben und Wirken
Zangger wuchs in Samedan im romanischsprachigen Engadin auf. Nachdem sie sich zunächst für Popmusik etwa von Tina Turner, The Beatles oder Pink Floyd interessiert hatte, begann sie Schlagzeug zu spielen. Sie nahm am Schlagzeug-Wettbewerb in Altishofen teil, den sie 2005 gewann. Sie studierte bei Norbert Pfammatter, Gerry Hemingway und Lucas Niggli an der Hochschule Luzern Musik, an der sie 2010 den Master in Music in Jazz erwarb. Anschliessend absolvierte sie an der Hochschule Luzern ein Studium der Betriebswirtschaft (Abschluss 2014). Parallel zum Studium hatte sie Unterricht am The Drummers Collective New York (Stipendium 2007) bei Kim Plainfield, Chris Coleman und an der Manhattan School of Music bei John Riley, in Paris als Artist in Residence in der Cité Internationale des Arts Paris, mit Unterstützung von Visarte Graubünden.
Ab Mitte der 2010er-Jahre spielte Zangger in Pierre Favres Formation DrumSights. Mit dem Saxophonisten Sebastian Strinning und dem Tubisten Marc Unternährer gründete sie das Looty Trio; 2019 spielte sie im Trio Kadeemka mit Valentin Baumgartner (Gitarre) und Hans-Peter Pfammatter (Keyboards).
Des Weiteren arbeitete Zangger mit Mars Williams, Yuri Goloubev, Marie-Cécile Reber, dem Christoph Walter Orchestra und dem 21st Century Orchestra. Daneben spielte Zangger ab 2012 zusammen mit der Sängerin Rahel Kraft im Duo 2Henning experimentellen Pop, vermischt mit Elementen der freien Improvisation (Puzzled Bird, 2018). Im Trio Der Besuch der Calamity Jane spielte sie mit der Rapperin Anna Frey und der Bassistin Martina Berther, mit Pascal Gamboni und Ilja Komarov im Poptrio Da Mai Se; mit Pascal Gamboni an der Musik zum Spielfilm Under Blue Skies. Mit Simon Iten bildete sie das Elektronik-Duo Butt Butter: mit Simon Hari in LEKKER ZUKKER. Gemeinsam mit den Schriftstellerinnen Rut Plouda und Angelika Overath improvisierte sie 2018 auf dem Literaturfestival Machöas. Sie lebt in Luzern. Für den Veranstaltungsraum Orbital Garden produzierte sie eine Solokomposition.
Zangger erhielt den Kulturförderpreis des Kantons Graubünden (2013), den Werkbeitrag der Stadt Luzern für das Duo 2henning (2016) und gewann den Wettbewerb für professionelles Kulturschaffen des Kantons Graubünden 2019.

## Diskographische Hinweise

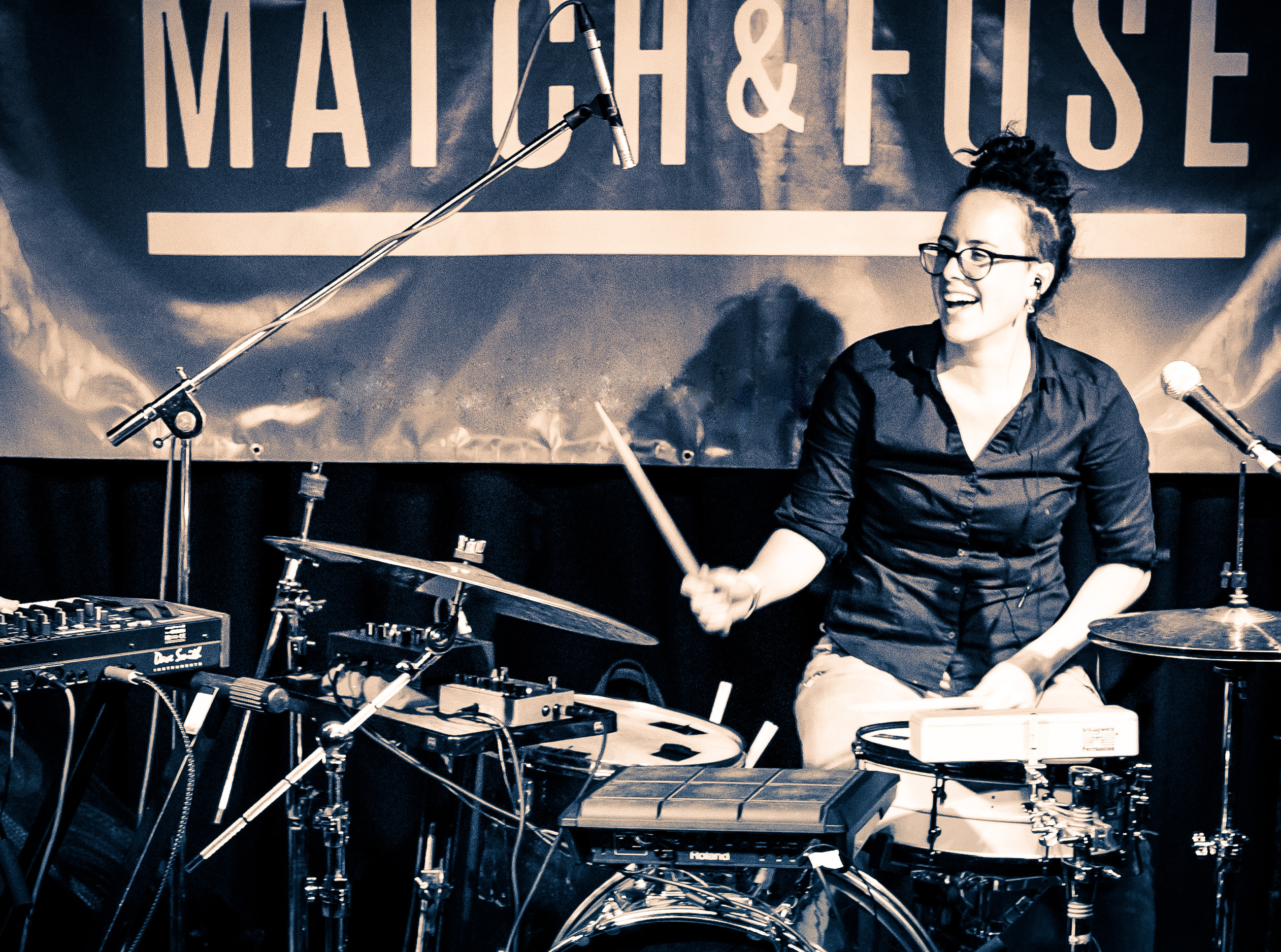
Valeria Zangger beim Match&Fuse Festival, London 2015

- X-Elle: You Better Get Up (Altrisuoni, 2009, mit Nina Gutknecht, Corinne Windler, Céline Clénin, Katrin Marti, Andrea Isenegger, Fabienne Ambühl, Martina Berther)
- X-Elle; In the Box (2012)
- 2henning: Mondstein (2012)
- Pierre Favre: DrumSights: NOW (Intakt Records, 2015, mit Chris Jaeger, Markus Lauterberg)
- 2henning: Lift (EP, 2015)
- Kadeemka: More than Meets the Eye (2018, mit Valentin Baumgartner, Hanspeter Pfammatter)
- 2henning: Puzzled Bird (2018, mit Rahel Kraft, Hans-Peter Pfammatter, Urban Lienert)
- V.A.: Drown the Virus (Drone Music Records, 2020, Kompilation)
- Looty Trio: Boxer Rebellion (2024), mit Sebastian Strinning, Marc Unternährer